# Ophioplinthaca sarsii
Ophioplinthaca sarsii is een slangster uit de familie Ophiacanthidae.
De wetenschappelijke naam van de soort werd in 1878 gepubliceerd door Theodore Lyman.